# Elliot Aronson

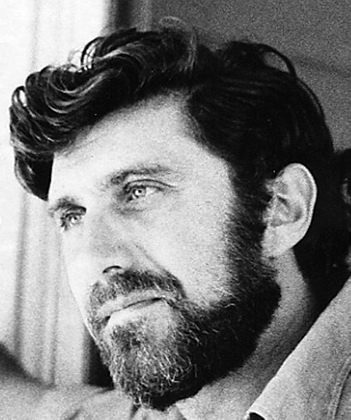
Elliot Aronson (1972)

Elliot Aronson (* 9. Januar 1932 in Chelsea (Massachusetts)) ist ein US-amerikanischer Psychologe, der durch seine Beiträge zur Sozialpsychologie und Pädagogischen Psychologie bekannt wurde, insbesondere durch sein Standardlehrbuch „Sozialpsychologie“, seine Forschung zur Kognitiven Dissonanz und seine Gruppenpuzzle-Unterrichtsmethode. Er ist emeritierter Professor der University of California, Santa Cruz.

## Leben und Werk
Aronson wuchs während der Great Depression in extremer Armut in Revere (Massachusetts) auf, wo er als jüdischer Junge sich häufig antisemitischer Angriffe erwehren musste. 1954 erwarb er seinen Bachelor an der Brandeis University (wo er mit Abraham Maslow zusammenarbeitete), 1956 seinen Master an der Wesleyan University (wo er mit David McClelland zusammenarbeitete) und seinen Doktorgrad an der Stanford University 1959. Sein Doktorvater und Mentor war Leon Festinger.
Aronson hat sowohl zahlreiche Fachbücher als auch populärwissenschaftliche Bücher geschrieben. Zur Verbesserung der Laienpsychologie betont er immer zwei Grundsätze:
1. Die Situation, in der ein Mensch sich befindet, hat enormen Einfluss auf sein Verhalten.[2] (Paradebeispiel: das Milgram-Experiment).
2. Der Einfluss der Situation wird permanent unterschätzt.[3] (der sogenannte fundamentale Attributionsfehler).

Daraus folgt, was Aronson seine erste Grundregel nennt: „Menschen, die verrückte Dinge tun, sind nicht unbedingt verrückt.“
Aronson lehrte an der Harvard University (wo u. a. Anthony Greenwald zu seinen Studenten gehörte), der University of Minnesota, der Universität von Texas und der University of California, Santa Cruz und hat zahlreiche Ehrungen erhalten.

## Auszeichnungen
Als Einzigem in der 120-jährigen Geschichte der American Psychological Association wurden ihm alle drei ihrer großen Auszeichnungen verliehen: 1973 für hervorragendes Schreiben, 1980 für hervorragende Lehre und 1999 der Preis für hervorragende Forschung, der „Nobelpreis für Psychologen“. 2007 erhielt er für sein Lebenswerk den „William James Award for Distinguished Research“ der Association for Psychological Science. Seine Berufskollegen wählten ihn unter die 100 einflussreichsten Psychologen des 20. Jahrhunderts, er wurde in die American Academy of Arts and Sciences gewählt und erhielt den Forschungspreis der American Association for the Advancement of Science. Für seinen lebenslangen Einsatz gegen Vorurteile erhielt er den „Gordon Allport Prize“.

## Werkauswahl
- mit T. D. Wilson, R. M. Akert: Sozialpsychologie. Pearson Studium. 6. Auflage 2008. ISBN 978-3-8273-7359-5
- A. M. Pines, E. Aronson, D. Kafry: Ausgebrannt: Vom Überdruß zur Selbstentfaltung. Klett-Cotta, 10. Auflage 2007, ISBN 3-608-94285-8
- C. Tavris, E. Aronson: Ich habe recht, auch wenn ich mich irre: Warum wir fragwürdige Überzeugungen, schlechte Entscheidungen und verletzendes Handeln rechtfertigen. Riemann Verlag 2010. ISBN 3-570-50116-7. (Original: Mistakes Were Made (But Not by Me): Why We Justify Foolish Beliefs, Bad Decisions, and Hurtful Acts. Harvest Books 2008, ISBN 978-0-15-603390-9)
- Nobody Left to Hate: Teaching Compassion After Columbine. Henry Holt/Owl Books 2001, ISBN 978-0805070996
- Not by Chance Alone: My Life as a Social Psychologist, Autobiografie, Basic Books 2010, ISBN 978-0465018338
- The Social Animal. Palgrave Macmillan, 11. Auflage 2011, ISBN 978-1429233415